# Seleção Eslovaca de Voleibol Masculino
A seleção eslovaca de voleibol masculino é uma equipe europeia composta pelos melhores jogadores de voleibol da Eslováquia. A equipe é mantida pela Federação Eslovaca de Voleibol (em eslovaco:  Slovenská Volejbalová Federácia). Encontra-se na 45ª posição do ranking mundial da FIVB segundo dados de 12 de julho de 2022.

## Resultados obtidos nos principais campeonatos

### Jogos Olímpicos
A seleção eslovaca nunca participou dos Jogos Olímpicos.

### Campeonato Mundial
A seleção eslovaca nunca participou do Campeonato Mundial.

### Copa do Mundo
A seleção eslovaca nunca participou da Copa do Mundo.

### Copa dos Campeões
A seleção eslovaca nunca participou da Copa dos Campeões.

### Liga das Nações
A seleção eslovaca nunca participou da Liga das Nações.

### Liga Mundial
| Ano  | Sede           | Classificação |
| ---- | -------------- | ------------- |
| 2014 | Florença       | 24º           |
| 2015 | Rio de Janeiro | 23º           |
| 2016 | Cracóvia       | 21º           |
| 2017 | Curitiba       | 19º           |

### Campeonato Europeu
| Ano  | Sede                                         | Classificação |
| ---- | -------------------------------------------- | ------------- |
| 1997 | Países Baixos                                | 8º            |
| 2001 | Chéquia                                      | 11º           |
| 2003 | Alemanha                                     | 12º           |
| 2007 | Rússia                                       | 12º           |
| 2009 | Turquia                                      | 11º           |
| 2011 | Áustria / Chéquia                            | 5º            |
| 2013 | Dinamarca / Polónia                          | 11º           |
| 2015 | Bulgária / Itália                            | 14º           |
| 2017 | Polónia                                      | 15º           |
| 2019 | Bélgica / Eslovênia / França / Países Baixos | 19º           |
| 2021 | Chéquia / Estónia / Finlândia / Polónia      | 19º           |

### Liga Europeia
| Ano  | Sede         | Classificação |
| ---- | ------------ | ------------- |
| 2004 | Opava        | 8º            |
| 2005 | Kazan        | 6º            |
| 2006 | Esmirna      | 7º            |
| 2007 | Portimão     | 3º            |
| 2008 | Bursa        | 1º            |
| 2009 | Portimão     | 4º            |
| 2010 | Guadalaxara  | 6º            |
| 2011 | Košice       | 1º            |
| 2012 | Ancara       | 4º            |
| 2013 | Marmaris     | 7º            |
| 2018 | Karlovy Vary | 11º           |
| 2019 | Tallinn      | 8º            |
| 2021 | Kortrijk     | 7º            |
| 2022 | Varaždin     | 11º           |
| 2023 | Zadar        | 12º           |

### Jogos Europeus
| Ano  | Sede | Classificação |
| ---- | ---- | ------------- |
| 2015 | Bacu | 5º            |

## Elenco atual
Lista de jogadores de acordo com a última convocação para a Liga Europeia de 2022:

Técnico:  Marek Kardoš
| Camisa | Nome            | Posição    | Altura(m) | Clube atual             |
| ------ | --------------- | ---------- | --------- | ----------------------- |
| 4      | Michal Ščerba   | ponteiro   | 1,95      | VK MIRAD UNIPO Prešov   |
| 5      | Marek Mečiar    | ponteiro   | 1,97      | Black Volley Beskydy    |
| 6      | Filip Palgut    | levantador | 2,01      | SKV Montana             |
| 9      | Patrik Pokopec  | ponteiro   | 2,01      | Spartak Myjava          |
| 10     | Filip Mačuha    | central    | 2,06      | Rieker UJS Komárno      |
| 11     | Martin Turis    | líbero     | 1,83      | Rieker UJS Komárno      |
| 15     | Samuel Panko    | líbero     | 1,75      | Spartak Myjava          |
| 16     | Jakub Kovač     | central    | 2,00      | Savo Volley             |
| 18     | Peter Mlynarcik | oposto     | 2,00      | Rieker UJS Komárno      |
| 20     | Erik Gulák      | oposto     | 1,99      | TJ Slávia Svidník       |
| 21     | Peter Barták    | levantador | 2,00      | Spartak Myjava          |
| 22     | Július Firkaľ   | ponteiro   | 1,97      | Volley Club Barkom Lwów |
| 24     | Michal Zeman    | central    | 2,00      | Spartak Myjava          |
| 25     | Lukáš Smolej    | ponteiro   | 1,94      | VK MIRAD UNIPO Prešov   |